# 伍德洛恩 (肯塔基州)
伍德洛恩（英語：Woodlawn）是一個位於美國肯塔基州坎貝爾縣的城市。

## 地方資料
根據2020年美國人口普查的數據，伍德洛恩的面積為0.15平方千米，當中陸地面積為0.15平方千米，而水域面積為0.00平方千米。當地共有人口212人，而人口密度為每平方千米1,413.33人。